# 33-й (25-й) піший Чернігівський полк
33-й (25-й) піший Чернігівський полк у Чернігові — військова одиниця Армії УНР, що виникла в результаті українізації 329-го піхотного Бузулукського полку російської армії.

## Створення
На початку листопада 1918 року нараховував 70 багнетів. Разом з іншими частинами армії УНР дійшов до столиці, де його було направлено до Золотоноші. Там полк опинився в епіцентрі більшовицького повстання і був знищений.

## Командири
- з 24.09.1918 року полковник Леонід Ясновський